# Década de 1320
Séculos: (Século XIII - Século XIV - Século XV)
Décadas: 1270 1280 1290 1300 1310 - 1320 - 1330 1340 1350 1360 1370
Anos: 1320 - 1321 - 1322 - 1323 - 1324 - 1325 - 1326 - 1327 - 1328 - 1329